# Euphrasia yabeana
Euphrasia yabeana là loài thực vật có hoa thuộc họ Cỏ chổi. Loài này được Nakai mô tả khoa học đầu tiên năm 1912.